# 루드비 홀베르
루드비 홀베르(덴마크어: Ludvig Holberg, 노르웨이어: Ludvig Holberg 루드비 홀베르그[*], 1684년 12월 3일 ~ 1754년 1월 28일)는 덴마크, 노르웨이의 작가, 철학자, 소설가, 역사가, 극작가이다. 계몽주의, 바로크 시대에 유행했던 인문주의의 영향을 받았으며 근대 덴마크 문학, 근대 노르웨이 문학의 창시자로 여겨지기도 한다.

## 생애
덴마크-노르웨이의 지배를 받고 있던 노르웨이 베르겐에서 6명의 형제들 가운데 막내로 태어났다. 1세가 되기 이전에는 자신의 아버지였던 크리스텐 닐센 홀베르(Christen Nielsen Holberg)가 사망하는 비극을 경험했고 베르겐에 거주하고 있던 친척의 손에서 자라게 된다.
1702년에는 베르겐에서 일어난 대화재로 인해 덴마크 코펜하겐에서 교육을 받게 된다. 처음에는 신학 교육을 받았지만 신학에는 관심이 없었기 때문에 법학, 역사학, 언어학으로 전향하게 된다. 1704년에는 덴마크 코펜하겐에서 실시된 그리스어, 라틴어, 히브리어, 논리학, 철학, 윤리학, 지리학, 천문학 시험을 통과했다.
청년 시절에는 네덜란드, 프랑스를 여행했고 잠깐 동안 이탈리아 로마에 거주하기도 했다. 1706년부터 1708년까지 영국 옥스퍼드에서 유학 생활을 했다. 그는 정식으로 옥스퍼드 대학교 입학을 허가받지 않았지만 옥스퍼드 대학교 도서관에서 휴식을 취하거나 영국 출신 학생들과 함께 라틴어에 관한 토론에 참여하기도 했다.
1716년부터 덴마크 코펜하겐에 정착하면서 코펜하겐 대학교에서 형이상학, 라틴어, 수사학, 역사학 교수로 근무했다. 또한 작가로 활동하면서 수많은 문학 작품을 집필했다. 특히 1722년 덴마크 코펜하겐에 설립된 최초의 극장인 릴레 그뢰네가데 극장(Lille Grønnegade)이 개관하면서부터 수많은 희극 작품들을 발표했기 때문에 "북유럽의 몰리에르"라는 별칭으로 부르기도 한다.
1728년 코펜하겐에서 일어난 대화재를 계기로 가난과 우울함에 시달리고 있던 덴마크 국민들 사이에서 청교도 사상이 널리 전파되었고 덴마크의 희극 또한 쇠퇴하게 된다. 이를 계기로 1731년부터는 철학, 역사 관련 서적을 집필하게 된다. 그의 작품들은 심리적인 통찰을 통해 사실주의와 자유로운 인간성을 깊이 있게 추구했다는 평가를 받고 있다. 그가 집필한 자연법, 일반법에 관한 서적들은 1736년 코펜하겐 대학교에 법학과가 신설되면서부터 1936년까지 덴마크의 수많은 법학과 학생들 사이에서 널리 읽히는 책으로 여겨졌다.

## 사상
홀베르는 파리에서 덴마크의 과학자이자 로마 가톨릭교회 신자였던 야코브 빈슬뢰브(Jacob Winsløw)를 만났다. 빈슬레브는 홀베르에게 가톨릭으로 개종할 것을 요구했지만 실패하고 만다. 홀베르는 토론을 즐겼지만 코펜하겐에서는 홀베르가 빈슬뢰브를 따라 가톨릭으로 개종했다는 소문이 끊이지 않았다. 이 때문에 홀베르는 덴마크 국민들에게 이러한 소문을 부정할 필요성을 느꼈고 가톨릭에 대한 반감을 여러 나타냈다. 홀베르는 기독교의 교리를 비판하면서 "어린이들은 기독교인이 되기 이전에 남자가 되어야 한다. 만약 사람이 되기 이전에 신학을 배우지 않으면 사람이 되지 않을 것이다."라고 주장했다.
홀베르는 이성에 대한 사람들의 내면의 신성한 관점을 믿었다. 홀베르는 교육의 첫 번째 목표가 학생들에게 학교 책을 불필요하게 암기하는 대신에 그들의 감각과 지성을 사용하도록 가르치는 것이라고 판단했다. 이는 종교에 관한 질문에 대한 새롭고 현대적인 이해로 여겨졌다. 이는 홀베르가 계몽주의 시대의 인물이라는 것을 입증한다. 홀베르는 이것이 사회를 함께 묶는 것이라고 느꼈기 때문에 지성에 관심이 있었다. 홀베르는 또한 세상에 존재하는 수많은 악에 대한 의문을 탐구했다. 몇몇 사람들은 홀베르가 스스로를 악에 대한 종교적인 해석에서 이성적이고 풍자적인 생각의 훈련으로 거리를 두었다고 평가한다. 이러한 평가는 홀베르가 작가로서의 지위, 즉 그가 살아있던 시대와 현대에서 중요하게 여겨진다.
홀베르는 성경에 대한 비판에 개방적인 관점을 갖고 있었으며 이신론을 소재로 한 종교적인 표현이 많았다. 홀베르는 인간의 자유에 대한 의지를 연구하면서 원죄에 대한 비판적인 입장을 가졌다. 홀베르는 사람들을 더 나은 사회로 인도하기 위한 의도를 갖고 있었는데 이는 계몽주의 시대의 사상과도 잘 어울린다. 홀베르가 생전에 작은 도시들과 자연을 좋아하지 않았던 반면에 깊은 문화를 가진 대도시들을 좋아했던 사실은 주목할 가치가 있다.

## 과학에 끼친 영향
홀베르는 과학이 관찰에 기초를 두면서 경험을 통한 귀납을 따르고 실용적이어야 한다고 명시했다. 이러한 개념은 1745년에 집필한 《소 사이에서 유행하는 질병에 관한 기록》(Betænkning over den nu regierende Qvæg-Syge)에서 나타나는데 홀베르는 질병이 미생물에 의해서 형성된다고 판단했다.

## 헌정
노르웨이의 작곡가 에드바르 그리그는 1884년에 그의 탄생 200주년을 기념하기 위한 차원에서 5악장으로 구성된 현악합주곡인 《홀베르그 모음곡》(Holberg Suite, 작품 번호 40번)을 작곡했다. 이 모음곡은 홀베르 시대에 유행하던 춤 양식을 바탕으로 하고 있다. 1911년에는 노르웨이의 작곡가 요한 할보르센이 오슬로에 위치한 홀베르의 산후 공간(Barselstuen)에서 여러 음악 작품을 작곡했다. 할로브센은 나중에 자신이 작곡한 《고전 모음곡》(Suite Ancienne, 작품 번호 31번)에서 그에 대한 회상을 담았다.
2003년에는 노르웨이 정부가 베르겐 대학교와 함께 예술, 인문학, 사회과학, 법학, 신학 분야에 중대한 공헌을 남긴 사람에게 수여하는 상인 홀베르그상을 제정했다. 이 상은 2004년부터 매년 6월에 베르겐에서 수여되고 있으며 "예술, 인문학, 사회과학, 법학, 신학 분야의 노벨상"이라는 별칭으로 부르기도 한다. 홀베르그상 수상자에게는 450만 노르웨이 크로네가 수여된다.

## 주요 작품

### 희극
- 《정치 사상가》 (Den politiske kandestøber, 1722년)
- 《풍향계》 (Den vægelsindede, 1722년)
- 《장 드 프랑스》 (Jean de France, 1722년)
- 《언덕의 예페》 (Jeppe på bjerget, 1722년)
- 《거짓말쟁이의 방》 (Barselstuen, 1723년)
- 《게르트 베스트팔러》 (Mester Gert Westphaler, 1722년)
- 《이타카의 율리시스》 (Ulysses von Ithacia, 1723년)
- 《에라스무스 몬타누스》 (Erasmus Montanus, 1723년)
- 《행복한 뒤집기》 (Det lykkelige Skibbrud, 1724년)
- 《아라비아의 가루》 (Det Arabiske Pulver, 1724년)
- 《가면 무도회》 (Mascarade, 1724년)
- 《크리스마스 파티》 (Julestuen, 1724년)
- 《헨리크와 페르닐레》 (Henrich og Pernille, 1724년 ~ 1726년)
- 《샘의 여정》 (Kildereisen, 1725년)
- 《덴마크 희극의 장례식》 (Den Danske Comoedies Liigbegængelse, 1727년)
- 《정직한 야망》 (Den honette Ambition, 1731년)
- 《철학자들의 나라를 방문한 스가나렐의 여정》 (Sganarels Rejse til det philosophiske Land. 1754년)

### 시집
- 《페데르 포르스》 (Peder Paars, 1720년)
- 《웃음을 위한 4편의 시》 (fire Skæmtedigte, 1722년)
- 《변태 또는 변신》 (Metamorphosis eller Forvandlinger, 1726년)

### 소설
- 《니콜라이 클리미의 지하 세계 여행》 (Nicolai Klimii Iter Subterraneum, 1741년)

### 수필
- 《라틴어 3단계》 (Tre latinske levnedsbreve, 1728년 ~ 1743년)
- 《도덕적인 사고》 (Moralske Tanker, 1744년)
- 《서간》 (Epistler, 1748년 ~ 1754년)
- 《도덕적인 우화》 (Moralske Fabler, 1751년)

### 역사 서적
- 《위대한 유럽 국가들의 역사 입문》 (Introduction til de fornemste Europæiske Rigers Historier, 1711년)
- 《자연법과 국제법에 관한 입문 또는 도덕의 핵심》 (Morals Kierne eller Introduction til Naturens og Folke-Rettens Kundskab, 1716년)
- 《덴마크와 노르웨이에 관한 서사문》 (Dannemarks og Norges Beskrivelse, 1729년)
- 《덴마크 왕국의 역사》 (Dannemarks Riges Historie, 1732년 ~ 1735년)
- 《노르웨이의 유명한 상업의 중심지인 베르겐에 관한 서사문》 (Den berømmelige Norske Handel-Stad Bergens Beskrivelse, 1737년)
- 《일반적인 교회의 역사》 (Almindelig Kirke-Historie, 1738년)
- 《역사 속에 등장하는 수많은 영웅들과 유명한 남자들에 관한 비교》 (Adskillige store Heltes og berømmelige Mænds sammenlignede Historier, 1739년 ~ 1753년)
- 《세상의 시작부터 현재까지 이어지는 유대인의 역사》 (Den jødiske Historie fra Verdens Begyndelse, fortsat til disse Tider, 1742년)
- 《역사 속에 등장하는 수많은 여걸들과 주목할 만한 여자들에 관한 비교》 (Adskillige Heltinders og navnkundige Damers sammenlignede Historier, 1745년)

## 사진

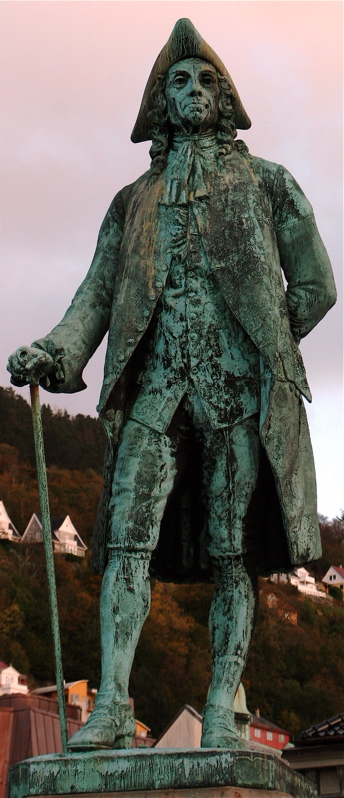
노르웨이 베르겐에 건립된 루드비 홀베르의 동상
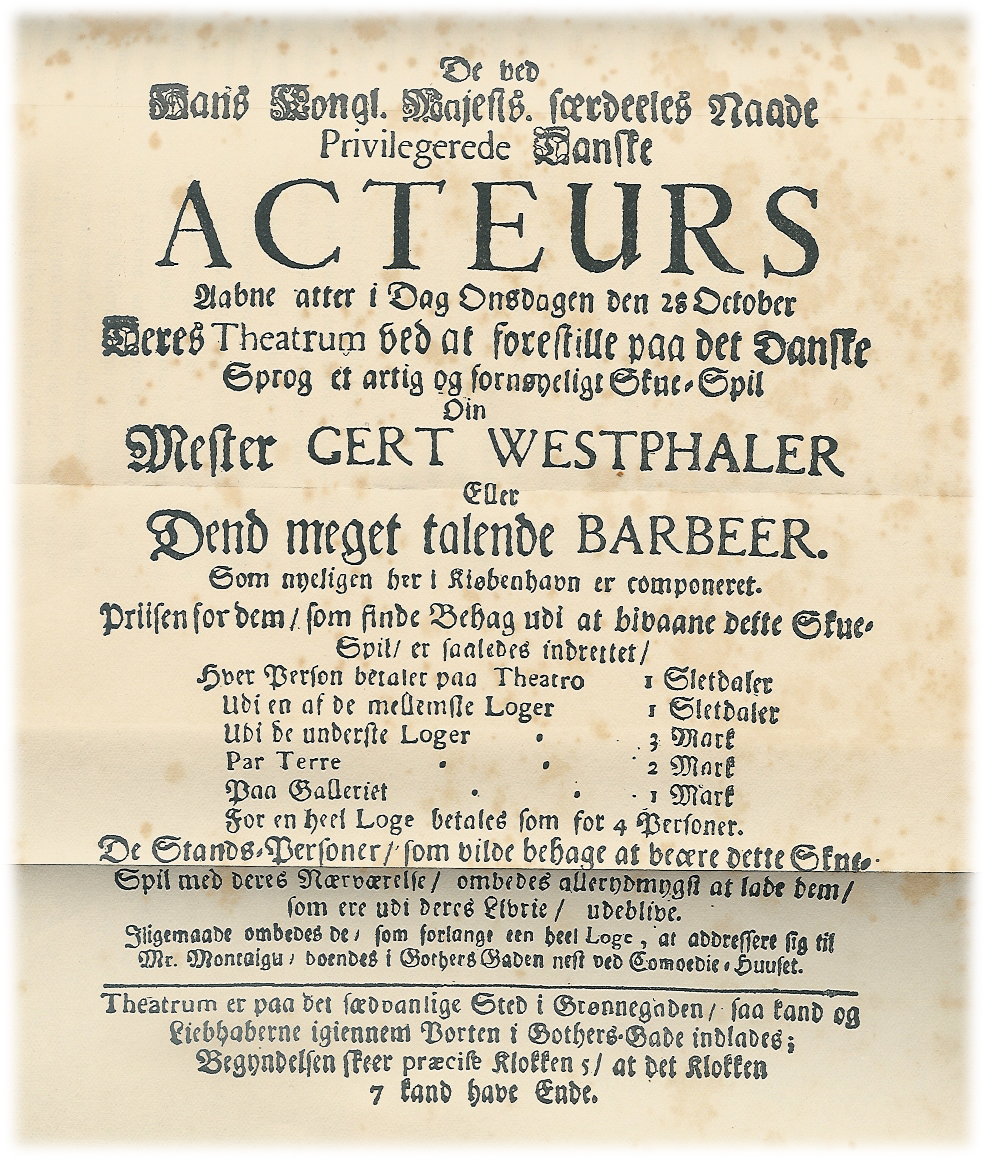
루드비 홀베르의 희극 《게르트 베스트팔러》를 선전하는 극장 포스터 (1722년 제작)
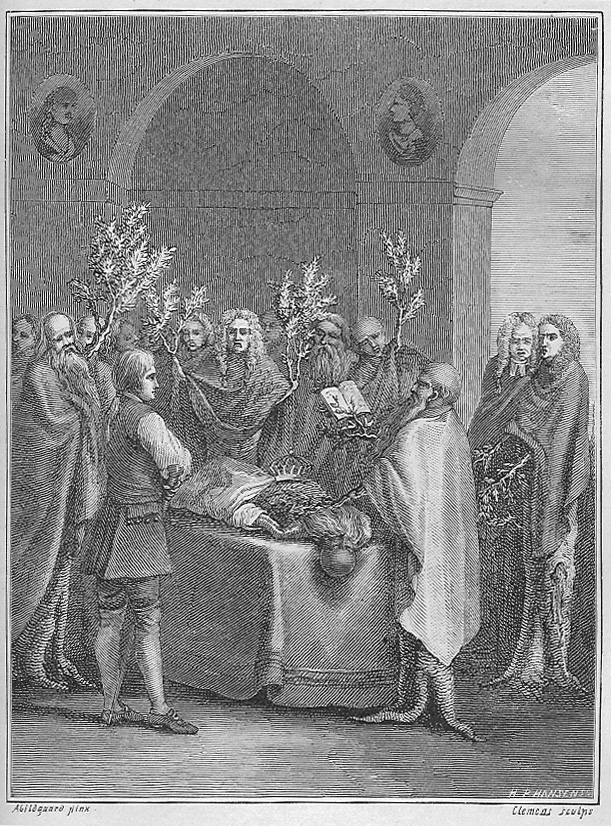
루드비 홀베르의 소설 《니콜라이 클리미의 지하 세계 여행》(1789년판)에 등장하는 삽화